# 브리즈번 불리츠
브리즈번 불리츠(영어: Brisbane Bullets)는 퀸즐랜드주 브리즈번을 연고지로 하는 NBL 소속 프로 농구 팀이다. 홈경기장은 닛산 아레나이다. 브리즈번 불리츠는 2008년 해체되었다가 2016년 재창단 되었다.

## 참조
1. ↑  시즌의 뒷 해로 표기. 2006-2007 시즌의 경우 2007로 표기.